# Carrascosa de la Sierra

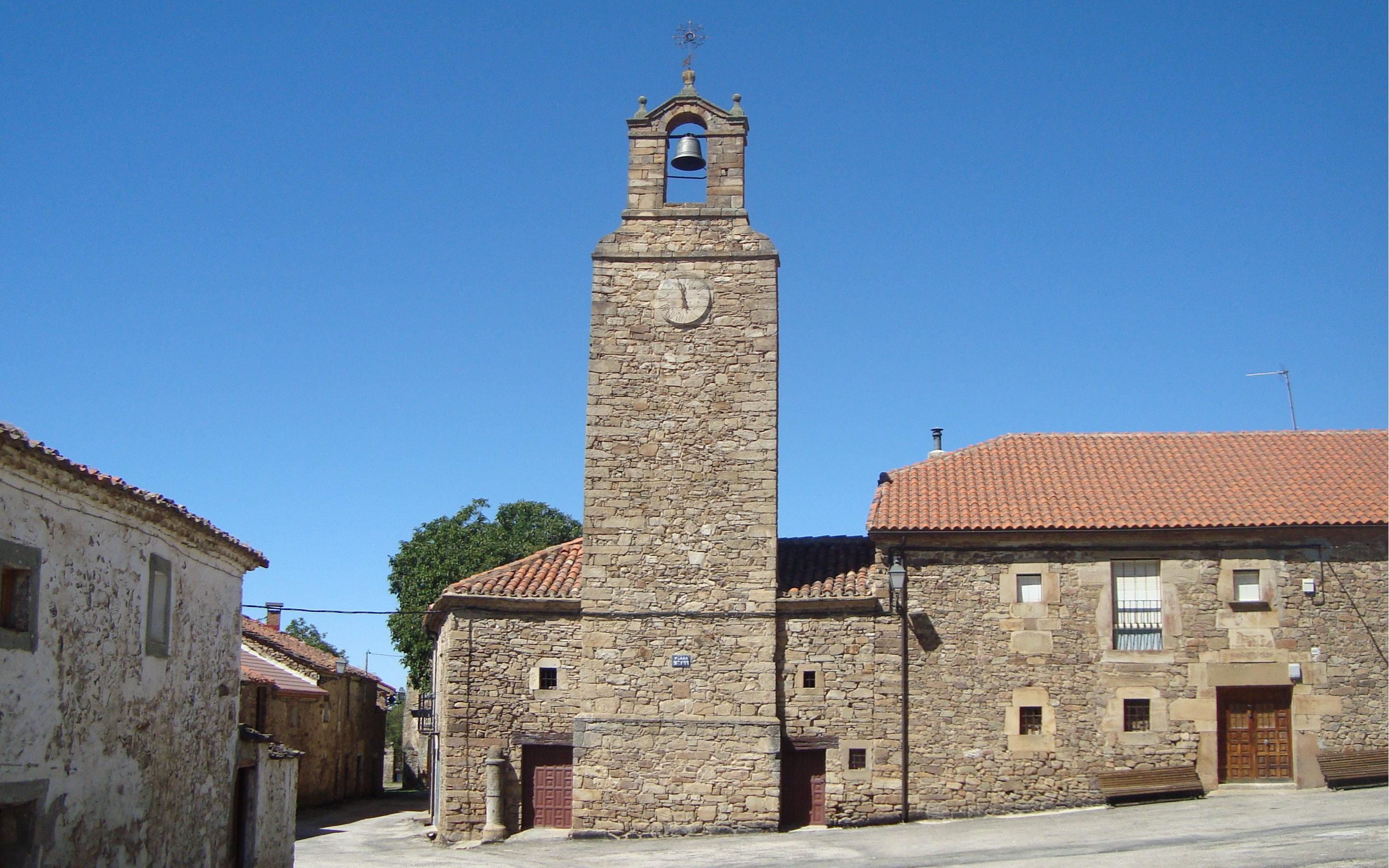
Carrascosa de la Sierra – Ortszentrum mit Uhrenturm

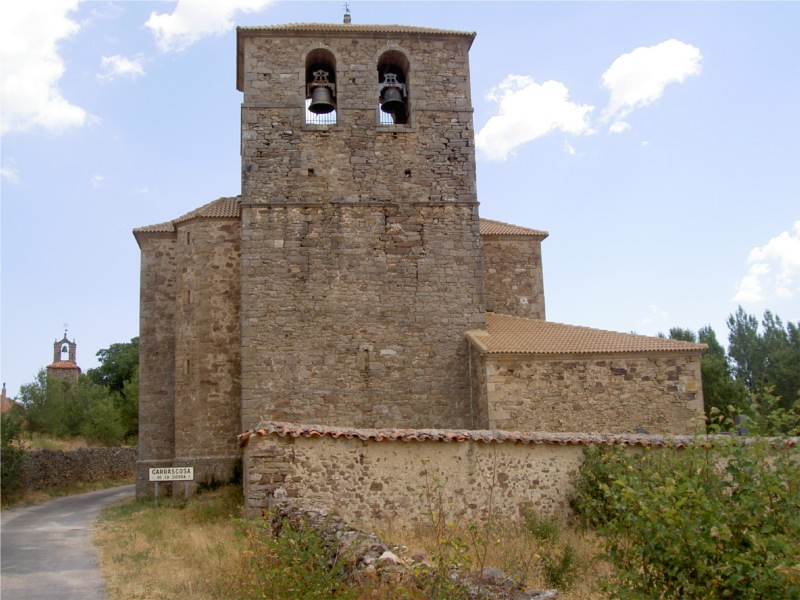
Carrascosa de la Sierra – Kirche San Juan Bautista

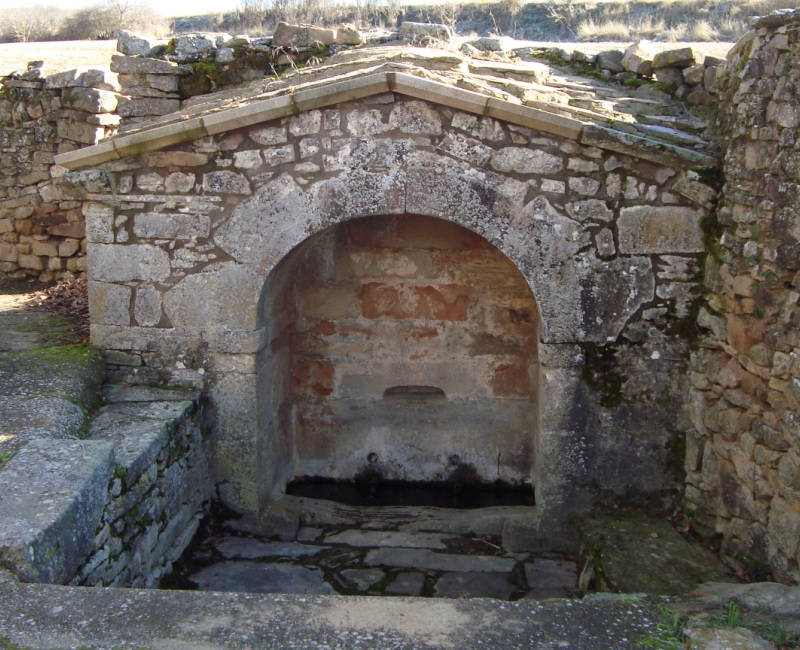
Carrascosa de la Sierra – Quelle (fuente)

Carrascosa de la Sierra ist ein kleines Bergdorf und gleichzeitig das Zentrum einer Gemeinde (municipio) mit nur noch 19 Einwohnern (Stand: 2024) in der spanischen Provinz Soria in der Autonomen Gemeinschaft Kastilien-León. Die Gemeinde gehört zum Bistum Osma-Soria.

## Lage
Ort und Gemeinde von Carrascosa de la Sierra liegen in der kargen Berglandschaft nördlich des Duero im äußersten Norden der Provinz Soria in einer Höhe von ca. 1185 m. Die Provinzhauptstadt Soria befindet sich etwa 28 km (Fahrtstrecke) südwestlich. Das Klima ist rau, manchmal auch gemäßigt bis warm; Regen (ca. 635 mm/Jahr) fällt übers Jahr verteilt.

## Bevölkerungsentwicklung
| Jahr      | 1857 | 1900 | 1950 | 2001 | 2011 |
| Einwohner | 222  | 238  | 220  | 13   | 20   |

Die Mechanisierung der Landwirtschaft und die zunehmende Trockenheit der Bergregion führte in der zweiten Hälfte des 20. Jahrhunderts zu einem Verlust an Arbeitsplätzen, was wiederum eine Landflucht auslöste.

## Wirtschaft
Auf den kargen Böden der im Winter kalten Hochflächen der Provinz Soria war – mit Ausnahme von Gerste – kaum Getreideanbau möglich. Die Bevölkerung lebte jahrhundertelang hauptsächlich von der Zucht von Schafen und Ziegen, aus deren Milch Käse hergestellt wurde, der sich nach mühsamem Transport auf dem Markt in Soria verkaufen oder gegen Mehl etc. eintauschen ließ. Die Wolle der Schafe wurde versponnen und im Winter zu Stoffbahnen verwoben, aus denen einfache Kleidung hergestellt wurde. Ziegenhaare eigneten sich nur zur Herstellung von wetterfesten Überwürfen (ponchos) oder von Säcken, Seilen etc.

## Geschichte
Kelten, Römer und Westgoten haben in der Gegend keine archäologisch verwertbaren Spuren hinterlassen. Die nachweisbare Geschichte des Ortes reicht nur bis ins 16. Jahrhundert zurück; in dieser Zeit besiedelten Christen aus dem Norden aber auch aus dem Süden der Iberischen Halbinsel die Region. Der Ort gehörte seit dem 16. Jahrhundert zum Besitz der Herzöge von Alba.

## Sehenswürdigkeiten
- Die meisten Häuser des Ortes sind aus Feldsteinen gebaut.
- Die kleine, in Teilen romanisch wirkende Kirche San Juan Bautista ist Johannes dem Täufer geweiht; sie wurde zur Zeit der Ortsgründung um- bzw. neugebaut. Der Eingang befindet sich auf der Südseite. Die Kirche besitzt insgesamt 7 Altäre.
- Der mit einer Sonnenuhr versehene Uhrturm wurde im 18. Jahrhundert erbaut. Er wird von einem kleinen Glockengiebel (espadaña) bekrönt.
- Links davon steht eine kleine Gerichtssäule (rollo oder picota) mit der Jahreszahl 1783.
- Etwas unterhalb des Ortes befindet sich eine Quellfassung (fuente).
- Auch ein überdachter Waschplatz (lavadero) ist vorhanden.

Umgebung
- Auf der Grenze zur Nachbargemeinde Castilfrío de la Sierra befinden sich die Überreste eines Großsteingrabes (Dolmen Alto de la Tejera) aus der Jungsteinzeit. Es ist das einzige Zeugnis aus der Zeit der Megalithkulturen in der Provinz Soria.[3]